# Church of the Ascension
Die Church of the Ascension in München ist eine anglikanische Kirchengemeinde. Sie ist Mitglied der Convocation of American Churches in Europe.

## Geschichte
1896 wurden erstmals Gottesdienste der Episcopal Church in München abgehalten. 1903 wurde die Church of the Ascension als eingetragener Verein in den Büros der Hamburg-Amerikanischen Dampfschifflinie in der Theatinerstraße gegründet.  Als erster Rektor wurde John Henry McCracken berufen, der ebenfalls Gottesdienste in Oberammergau leitete.
1910 übernahm die Kirche ein ehemaliges Schulgebäude am Salvatorplatz in der Münchner Stadtmitte. Dort wurde auch eine englischsprachige Bibliothek eingerichtet, in der Besucher Bücher, Zeitungen und Zeitschriften lesen konnten. 1913 zählte die Bibliothek schon 40.000 Besucher. Während des Ersten Weltkrieges stellte die Kirche ihre Tätigkeit vorübergehend ein, da sie als Migrationskirche fast nur Mitglieder aus den Vereinigten Staaten, mit denen sich Deutschland nun im Krieg befand, hatte und jene überwiegend das Land verlassen hatten.
Zwischen den beiden Weltkriegen nahm die Kirche ihre Tätigkeit wieder auf, als wieder hinreichend viele US-Amerikaner in München wohnten. Am 2. März 1942 wurde das Gebäude allerdings von der Gestapo geschlossen. Die Einrichtung, Dokumente und die 8.000 Bücher der John Henry McCracken Memorial Library wurden alle verbrannt. Als der ehemalige Rektor John Haynes am Kriegsende nach München zurückkehrte, hatte sich das Gebäude am Salvatorplatz zur sowjetischen Mission in München gewandelt. Die Kirche nutzte daher vorerst Gebäude der US Army.
Im Juni 1955 mietete die Church of the Ascension Räumlichkeiten in der Kaulbachstraße an, um das sogenannte „American Church Center“ für die zahlreichen US-amerikanischen Studierenden in München zu gründen. Im Folgejahr wurde Reverend G. W. Spellman vom Presiding Bishop der US-Episkopalkirche zum Kaplan der Church of the Ascension und Direktor des American Church Center ernannt. Gleichzeitig begann die Gemeinde, Gottesdienste in der altkatholischen Willibrordsgemeinde in der Blumenstraße abzuhalten.
Seit 1970 hält die Kirche ihre Gottesdienste im Gebäude der ev.-luth. Emmauskirche in München-Harlaching ab. Durch den Umzug von der Stadtmitte in diesen Randbezirk führten logistische und finanzielle Gründe zur Schließung des Church-Centers in der Kaulbachstraße. Nach dem Umzug, unter den Pfarrern Rev. Edward Riley (1969–76) und Rev. Henry H. Wilson (1976–92), änderte sich der Charakter der Gemeinde von einer Innenstadt-Gemeinde, die hauptsächlich aus Studierenden und jungen Menschen bestand, zu einer breiter orientierten Gemeinde, zunehmend mit Familien aus dem weiteren Umfeld.
In den 1980er Jahren wurde die Gemeinde auch finanziell stabiler und benötigte keine finanzielle Unterstützung der Convocation mehr. So konnte sie den Status als Mission aufgeben und wurde eigenständig. Mit dem Abzug der US-Truppen aus Deutschland am Ende des Kalten Krieges ab 1992 kamen weitere demografische Veränderungen auf die Gemeinde zu. Gleichzeitig ging Henry Wilson nach Norwegen in den Ruhestand, und die Gemeinde erlebte eine Reihe von wechselnden Priestern und Interimslösungen, bis im Jahre 1997 ein neuer Rektor, Rev. Thomas J.-P. Pellaton, nach München kam. Pellaton blieb bis 2008; 2009 wurde Steven R. Smith als Rektor berufen.